# Hemitriccus spodiops
El titirijí boliviano (Hemitriccus spodiops), también denominado mosqueta de Yungas, es una especie de ave paseriforme de la familia Tyrannidae perteneciente al numeroso género Hemitriccus. Es nativo de regiones andinas de Bolivia y extremo sureste de Perú.

## Distribución y hábitat
Se distribuye por la pendiente oriental de los Andes del extremo sureste de Perú (sur de Puno) y en la región de las Yungas bolivianas del oeste y centro de Bolivia en La Paz, Cochabamba y oeste de Santa Cruz.
Esta especie es considerada poco común en su hábitat natural: el sotobosque de bordes de bosques húmedos de faldeos de montañas y bosques secundarios entre los 800 y los 2100 m de altitud.

## Sistemática

### Descripción original
La especie H. spodiops fue descrita por primera vez por el ornitólogo austríaco Hans von Berlepsch en 1901 bajo el nombre científico Euscarthmus spodiops; la localidad tipo es: «Yungas de La Paz, oeste de Bolivia».

### Etimología
El nombre genérico masculino «Hemitriccus» se compone de las palabras del griego « ἡμι hēmi» que significa ‘pequeño’, y « τρικκος trikkos»: pequeño pájaro no identificado; en ornitología, «triccus» significa «atrapamoscas tirano»; y el nombre de la especie «spodiops» se compone de las palabras del griego «spodios» que significa ‘color ceniza, ceniciento’, y «ōps», que significa ‘ojo’.

### Taxonomía
Anteriormente tratado en el ahora obsoleto género Idioptilon. Es considerado un aliado próximo a Hemitriccus minor y al recientemente descrito Hemitriccus cohnhafti; los dos comparten narinas inusuales y pico agudo, y algunos autores piensan que posiblemente merecerían un género separado vía la resurrección del género Snethlagea. Es monotípica.